# Anyphops montanus
Anyphops montanus là một loài nhện trong họ Selenopidae.
Loài này thuộc chi Anyphops. Anyphops montanus được George Newbold Lawrence miêu tả năm 1940.